# Henry Eeles Dresser
Henry Eeles Dresser (n. 9 de mayo de 1838 - f. 28 de noviembre de 1915) fue un empresario y ornitólogo inglés.

## Biografía
Dresser nació en Thirsk, siendo el hijo de un mercader de maderas. Estudió en colegios de Bromley y Ahrensburg, y en 1854 fue enviado a Gefle y Upsala para aprender sueco.
Dresser recolectó pieles de aves y huevos durante toda su vida, y sus viajes de negocios por Europa le permitían aumentar su colección. En 1863 viajó a Texas con madera para el gobierno confederado. Pasó 13 meses recogiendo especímenes en el sur de Texas, publicando sus resultados en The Ibis.
Dresser escribió varios libros, siendo el más conocido A History of the Birds of Europe (1871-1881). También escribió The Eggs of the Birds of Europe (1910), y monografías sobre Abejarucos (1884-86) y Carracas (1893).
Dresser se unió a la British Ornithologists' Union en 1865 y ejerció de secretario de 1882 a 1888. También fue miembro de la Linnean y de la Zoological societies de Londres así como miembro honorario de la American Ornithologists' Union.
Dresser murió en Montecarlo. Dejó su colección al museo de la Universidad de Mánchester.

## Abreviatura (zoología)
La abreviatura Dresser  se emplea para indicar a Henry Eeles Dresser como autoridad en la descripción y taxonomía en zoología.